# Viggo Mortensen
Viggo Peter Mortensen Jr. (n. 20 octombrie 1958, Watertown⁠(d), New York, SUA) este un actor, poet, muzician, fotograf și pictor american de origine daneză. A debutat cu filmul Martorul (1985), în regia lui Peter Weir. Mai este cunoscut pentru filmele The Indian Runner (1991), Carlito's Way (1993), Crimson Tide (1995), Daylight (1996), The Portrait of a Lady (1996), G.I. Jane (1997), A Perfect Murder (1998), A Walk on the Moon (1999), and 28 Days (2000).
Cel mai important rol pe care l-a jucat a fost cel al lui Aragorn din trilogia Stăpânul Inelelor. Pentru rolul din Lorzii crimei (2007) a fost nominalizat la Premiul Oscar pentru cel mai bun actor, iar pentru Metodă periculoasă (2011) a fost nominalizat la Premiul Globul de Aur pentru cel mai bun actor în rol secundar.

## Discografie
- 1994: Don't Tell Me What to Do
- 1997: One Less Thing to Worry About
- 1998: Recent Forgeries
- 1999: The Other Parade
- 1999: One Man's Meat
- 1999: Live at Beyond Baroque
- 2003: Pandemoniumfromamerica
- 2004: Live at Beyond Baroque II
- 2004: Please Tomorrow
- 2004: This, That, and The Other
- 2005: Intelligence Failure
- 2006: 3 Fools 4 April
- 2007: Time Waits for Everyone
- 2008: At All
- 2010: Canciones de Invierno
- 2011: Reunion
- 2013: Acá

## Filmografie
| An   | Titlu                                             | Rol                                       | Note                 |
| ---- | ------------------------------------------------- | ----------------------------------------- | -------------------- |
| 1985 | Witness                                           | Moses Hochleitner                         |                      |
| 1987 | Miami Vice                                        | Eddie                                     | Episodul: "Red Tape" |
| 1987 | Salvation!                                        | Jerome Stample                            |                      |
| 1987 | Prison                                            | Burke / Forsythe Electrocution            |                      |
| 1988 | Fresh Horses                                      | Green                                     |                      |
| 1990 | Once in a Blue Moon                               |                                           |                      |
| 1990 | Tripwire                                          | Hans                                      |                      |
| 1990 | Leatherface: The Texas Chainsaw Massacre III      | Edward "Tex" Sawyer                       |                      |
| 1990 | Young Guns II                                     | John W. Poe                               |                      |
| 1990 | The Reflecting Skin                               | Cameron Dove                              |                      |
| 1991 | The Indian Runner                                 | Frank Roberts                             |                      |
| 1993 | Boiling Point                                     | Ronnie                                    |                      |
| 1993 | Ruby Cairo                                        | John E. "Johnny" Faro                     |                      |
| 1993 | Carlito's Way                                     | Lalin                                     |                      |
| 1993 | The Young Americans                               | Carl Frazer                               |                      |
| 1994 | The Crew                                          | Phillip                                   |                      |
| 1994 | Floundering                                       | Homeless Man                              |                      |
| 1994 | Gospel According to Harry                         | Wes                                       |                      |
| 1994 | American Yakuza                                   | Nick Davis/David Brandt                   |                      |
| 1995 | Gimlet                                            | Hombre                                    |                      |
| 1995 | Crimson Tide                                      | Lieutenant Peter "Weps" Ince              |                      |
| 1995 | The Passion of Darkly Noon                        | Clay                                      |                      |
| 1995 | Black Velvet Pantsuit                             | Junkie                                    |                      |
| 1995 | The Prophecy                                      | Lucifer                                   |                      |
| 1996 | Albino Alligator                                  | Guy Foucard                               |                      |
| 1996 | Daylight                                          | Roy Nord                                  |                      |
| 1996 | The Portrait of a Lady                            | Caspar Goodwood                           |                      |
| 1997 | Vanishing Point                                   | Jimmy Kowalski                            |                      |
| 1997 | G.I. Jane                                         | Master Chief John James "Jack" Urgayle    |                      |
| 1997 | My Brother's Gun                                  | Juanito                                   |                      |
| 1998 | A Perfect Murder                                  | David Shaw                                |                      |
| 1998 | Psycho                                            | Samuel "Sam" Loomis                       |                      |
| 1999 | A Walk on the Moon                                | Walker Jerome                             |                      |
| 2000 | 28 Days                                           | Eddie Boone                               |                      |
| 2001 | The Lord of the Rings: The Fellowship of the Ring | Aragorn                                   |                      |
| 2002 | The Lord of the Rings: The Two Towers             | Aragorn                                   |                      |
| 2003 | The Lord of the Rings: The Return of the King     | Aragorn                                   |                      |
| 2004 | Hidalgo                                           | Frank Hopkins                             |                      |
| 2005 | A History of Violence                             | Tom Stall / Joey Cusack                   |                      |
| 2006 | Alatriste                                         | Diego Alatriste y Tenorio                 |                      |
| 2007 | Eastern Promises                                  | Nikolai Luzhin                            |                      |
| 2008 | Appaloosa                                         | Everett Hitch                             |                      |
| 2008 | Good                                              | John Halder                               |                      |
| 2009 | The Road                                          | The Man                                   |                      |
| 2011 | A Dangerous Method                                | Sigmund Freud                             |                      |
| 2012 | On the Road                                       | Old Bull Lee                              |                      |
| 2012 | Everybody Has a Plan                              | Agustín / Pedro (assumes twin characters) |                      |
| 2014 | The Two Faces of January                          | Chester MacFarland                        |                      |
| 2014 | Jauja                                             | Gunnar Dinesen                            |                      |
| 2014 | Far from Men                                      | Daru                                      |                      |
| 2016 | Captain Fantastic                                 | Ben Cash                                  |                      |
| TBA  | Green Book                                        | Tony Lip                                  | Filming              |

## Legături externe
- Viggo Mortensen la Internet Movie Database
- Viggo Mortensen pe Curlie
- Perceval Press, editura lui Viggo Mortensen